# Jeff Simmons
Jeff Simmons (* květen 1949, Seattle, Washington, Spojené státy americké) je americký rockový kytarista a baskytarista, známý jako dřívější člen skupiny The Mothers of Invention, po jejímž rozpadu doprovázel Franka Zappu. V roce 1969 složil hudbu k filmu Naked Angels. V roce 1970 vydal album Lucille Has Messed My Mind Up, jehož producentem byl Frank Zappa (pod pseudonymem La Marr Bruister; rovněž bylo vydáno Zappovou společností Straight Records).

## Diskografie

### The Mothers of Invention
- Roxy & Elsewhere (1974)
- Playground Psychotics (1992)

### Frank Zappa
- Chunga's Revenge (1970)
- Waka/Jawaka (1972)
- Zoot Allures (1976)
- You Can't Do That on Stage Anymore, Vol. 1 (1988)
- You Can't Do That on Stage Anymore, Vol. 6 (1992)